# Be on You
«Be on You» es el cuarto sencillo del segundo álbum del rapero Flo Rida, R. O. O. T. S.. Está interpretada junto al cantante Ne-Yo y fue producida por Stargate. Desde julio de 2009 la canción estaba disponible para ser descargada en Internet, debido a lo cual se programó su lanzamiento como sencillo en octubre de ese mismo año porque Flo Rida estaba enfocado en promocionar su otro sencillo «Jump» junto a la cantante Nelly Furtado.

## Lista de canciones
- Descarga digital[1]

1. "Be On You" (feat. Ne-Yo) [Jupiter Ace Remix] — 6:18

## Posicionamiento en listas
| Lista (2009)                       | Mejor posición |
| ---------------------------------- | -------------- |
| Brasil (Hot 100 Airplay)           | 83             |
| Canadá (Canadian Hot 100)          | 61             |
| Estados Unidos (Billboard Hot 100) | 19             |
| Estados Unidos (Mainstream Top 40) | 18             |
| Estados Unidos (Hot Rap Songs)     | 6              |
| Reino Unido (UK Singles Chart)     | 51             |